# Gouvernement Ben Arous
Das Gouvernement Ben Arous (arabisch ولاية بن عروس, DMG wilāyat Bin ʿArūs) ist eines der 24 Gouvernements Tunesiens.
Es befindet sich im Norden des Landes und umfasst eine Fläche von 761 km² (0,7 % des Staatsterritoriums). Die Bevölkerungszahl beträgt 722.828. Hauptstadt ist das gleichnamige Ben Arous. Das Gouvernement wurde am 3. Dezember 1983 gegründet.

## Delegationen
Das Gouvernement Ben Arous umfasst 12 Delegationen:
| Delegation            | Einwohner 2024 |
| --------------------- | -------------- |
| Ben Arous             | 29.170         |
| Bou Mhel el-Bassatine | 50.817         |
| El Mourouj            | 121.712        |
| Ezzahra               | 35.241         |
| Fouchana              | 100.868        |
| Hammam Chott          | 34.341         |
| Hammam Lif            | 41.738         |
| Mohamedia             | 84.465         |
| Medina Jedida         | 60.401         |
| Mégrine               | 25.863         |
| Mornag                | 75.170         |
| Radès                 | 63.042         |

## Lage

Karte von Ben Arous

Ben Arous liegt rund zehn Kilometer südlich der Hauptstadt Tunis und grenzt an die Gouvernorate Nabeul im Osten, Tunis und Manouba im Nordwesten sowie Zaghouan im Südwesten. Im Norden wird es vom Mittelmeer begrenzt.

## Natur

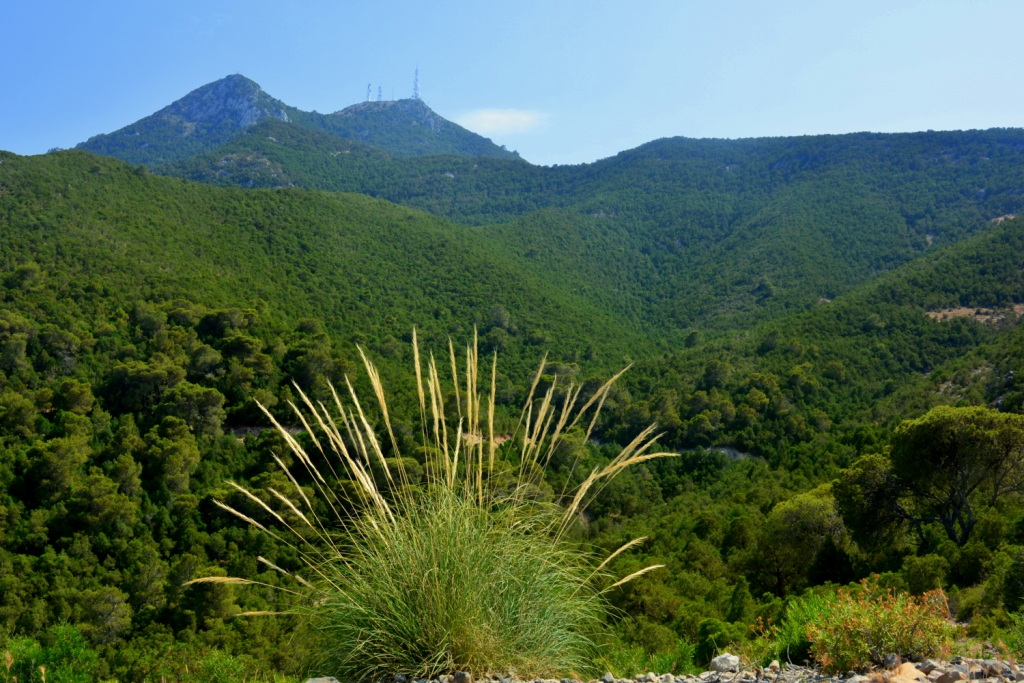
Djebel Boukornine Nationalpark

Das Gouvernement zeichnet sich durch abwechslungsreiche Landschaften aus, die Küstenregionen, Gebirge und fruchtbare Ebenen umfassen.
Das Gouvernement verfügt zudem über reiche Wasserressourcen, darunter 24 Hügelseen, drei Hügelstauseen, einen größeren Stausee sowie ein Grundwasserreservoir mit einem Volumen von 17,8 Millionen Kubikmetern.

## Sport
Das Gouvernement Ben Arous ist in mehreren Sportarten auf nationaler Ebene vertreten.
Im Fußball zählt der CS Hammam-Lif zu den traditionsreichsten Vereinen Tunesiens. Der Klub wurde mehrfach tunesischer Meister und Pokalsieger.
Im Basketball gehören Ezzahra Sports und Étoile Sportive de Radès zu den erfolgreichsten Vereinen des Landes mit zahlreichen nationalen und internationalen Titeln.
Weitere landesweit bekannte Fußballvereine aus dem Gouvernement sind der Sporting Club Ben Arous, ansässig in der Hauptstadt des Gouvernements, sowie der CS Cheminots.